# 美川王
美川王（びせんおう、生年不詳 - 331年）は、高句麗の第15代の王（在位:300年 - 331年）。姓は高、諱は乙弗、または憂弗（『三国遺事』では瀀弗）。好壌王（『三国遺事』では好穣王）とも記される。第13代の西川王の子の咄固（先代の烽上王の弟）の子であり、『魏書』高句麗伝には乙弗利という名で現れる。300年9月に先王が廃されて王位に迎えられた。

## 即位まで
293年9月に先代の烽上王が乙弗の父の咄固に叛意ありとして死を賜った際に、乙弗は殺害されることを恐れて王宮を逃れていた。はじめ水室村の陰牟に雇われて働いていたが、王孫であることを知らない陰牟に酷使され、苦しみに耐えられず一年で逃げ去った。その後、東村の再牟とともに塩売りをしていた。鴨緑江の東の思収村のある家で、老婆に塩をせがまれ一斗ばかりを与えるが、さらにせがまれたところ与えなかったために恨まれ、履（くつ）を塩の中に入れられた。それとは知らず塩売りにでたところ、老婆は鴨緑宰（役人）に訴え出て、鴨緑宰は履の値段に相当する塩を老婆に与えさせ、乙弗を笞刑にした。乙弗の顔はやせ衰え、誰が見ても王孫だとは思えなくなっていた。烽上王の暴政のなか、これを廃位しようとしていた国相の倉助利は乙弗を探し出し、説得したうえで鳥陌の南家にかくまった。300年9月、倉助利らは烽上王を廃位して幽閉し、乙弗を迎えて王位につけた。

## 治世
西晋の混乱に乗じ、積極的に中国領への侵攻を進めた。302年9月には三万の軍隊を率いて玄菟郡に侵入し、捕虜八千人を得て平壌に移住させた。311年8月、遼東郡の西安平を襲撃して奪い取り、313年10月、楽浪郡に侵入してこれを滅ぼし、翌314年には帯方郡を滅ぼした。さらに315年2月にも玄菟城を攻め、殺したり捕虜にしたりした人数が甚だ多かったという。
中国東北部の覇権が鮮卑慕容部の慕容廆に移った後、西晋の平州刺史崔毖の誘いで高句麗は段部・宇文部とともに慕容廆を攻めるようになるが、下すことはできなかった。そればかりでなく宇文部の将が慕容部に大敗すると、319年12月には崔毖が高句麗に亡命してくることとなった。その後、遼東の地は慕容廆の子の慕容仁が鎮守し、慕容部と高句麗との対立は深まった。河城にあった高句麗の将軍如孥に対し慕容廆は張統を派遣して急襲し、如孥をはじめとする捕虜千余人を得て棘城（遼寧省義県の北西）に凱旋している。この後も美川王は度々兵を派遣して遼東を襲撃したが、慕容仁・慕容翰に阻まれている。いったんは和親が成立して慕容仁らは退却したが、320年にも遼東に侵略を試み、慕容仁に撃ち破られている。美川王は330年に後趙の石勒のもとに朝貢しており、慕容部の勢力拡大の抑制を図った。この時期、中国は五胡十六国時代に突入しており、周辺諸民族がそれぞれの国制を整備して多様な外交を展開していくなかで、高句麗もまた各種の勢力と対立・依存の関係を結び、東北方面の強国として存在することとなった。
在位32年にして331年2月に死去し、美川の原に埋葬されて美川王と諡された。のち、故国原王の12年（342年）に前燕の慕容皝に侵攻された際に、王陵があばかれて屍を持ち去られている。

## 官位制の整備
美川王の時代に、それまで10段階であった官位制を再編して13段階の官位制に整備したと考えられている。これにより王権を支える基盤は強化され、その後の高句麗の発展の基礎となったとされる。官位制について詳細は高句麗#官制を参照。